# 漢庭頓圖書館
漢庭頓圖書館、藝術館、植物園（英文：The Huntington Library, Art Museum and Botanical Gardens，或The Huntington）是一個由亨利·E·亨廷頓建立的教育研究機構，也是现在洛杉矶的著名景点，坐落於美國加利福尼亞州聖馬力諾。除去圖書館功能，該機構也展出一些藝術收藏品，主要是英國肖像畫和18世紀法式傢具，同時也有大面积的花园和植物園。

## 歷史
亨利·E·亨廷頓是19世紀加州鐵路大亨，四巨頭之一的克利斯·P·亨廷頓的侄子。亨利·E·亨廷頓在1910年（時年60歲）開始收集藝術和珍本書。在距離洛杉磯不遠的聖馬力諾買了下了這片土地，建起了收藏藝術品的建築，到他1927年去世之前，積累了大量優秀的藝術收藏，價值5000萬美元。1928年一些藏品開始對外開放展覽。

## 擴展閱讀
- Hertrich, William. "The Huntington Botanical Gardens, 1905-1949 Personal Recollections of William Hertrich."  Huntington Library Press. 1998. ISBN 978-0-87328-096-9.

## 外部連結
- 官方網站 （页面存档备份，存于）
- 虛擬遊覽